# Prova di spandimento
La prova di spandimento alla tavola a scosse è un metodo utilizzato per la determinazione della consistenza del calcestruzzo fresco. Tale metodo è significativo se applicato a calcestruzzi con consistenza superiore alla classe umida (> S1 con lo slump test). Esistono due metodi di prova, in base alla tavola a scosse che si utilizza.

## Metodo B
Qui di seguito si descriverà il metodo B che può essere utilizzato sia in laboratorio sia in cantiere.

### Apparecchiatura necessaria

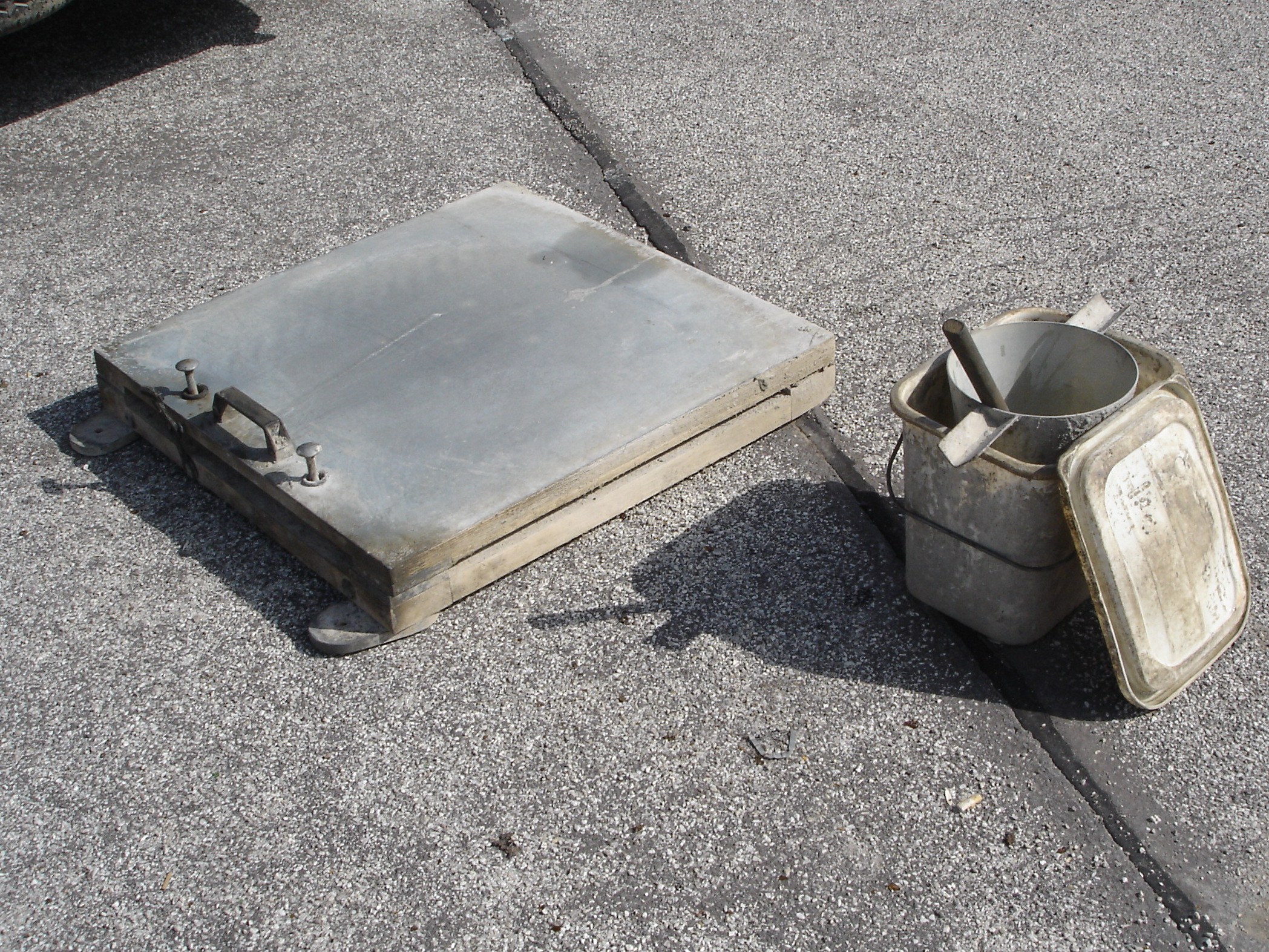
Apparecchiatura necessaria per l'esecuzione della prova

L'attrezzatura necessaria per l'esecuzione della prova è la seguente.
- Cono di Abrams: deve essere conforme alla UNI EN 12350-5;
- tavola a scosse: deve avere una superficie di 700x700 mm, la cui parte superiore è costituita da una lamiera piana dello spessore di 2 mm. Il centro della piastra è contrassegnato da una croce parallela agli spigoli della tavola stessa e da un cerchio avente diametro di 200 mm (pari alla base inferiore del cono di Abrams). Il piano della tavola, che durante la prova deve essere sollevato su un lato, deve pesare 16 kg ed essere munito di una maniglia laterale. L'altezza di sollevamento viene limitata a 40 mm mediante fermo di battuta.
- pestello di legno avente sezione quadrata di lato 40 mm;
- sessola o cazzuola;
- regolo di acciaio.

### Esecuzione

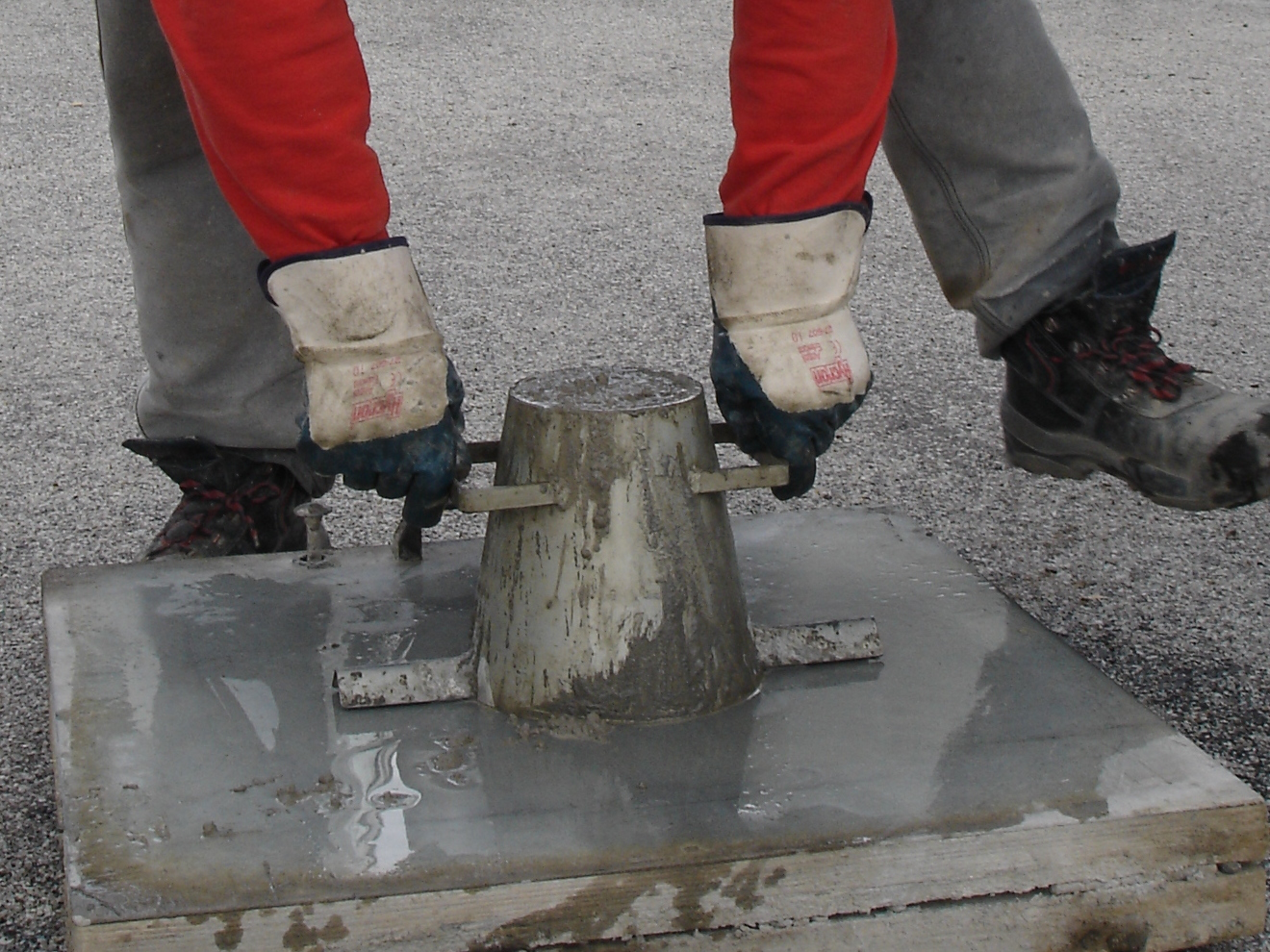
Sformatura del cono di Abrams.

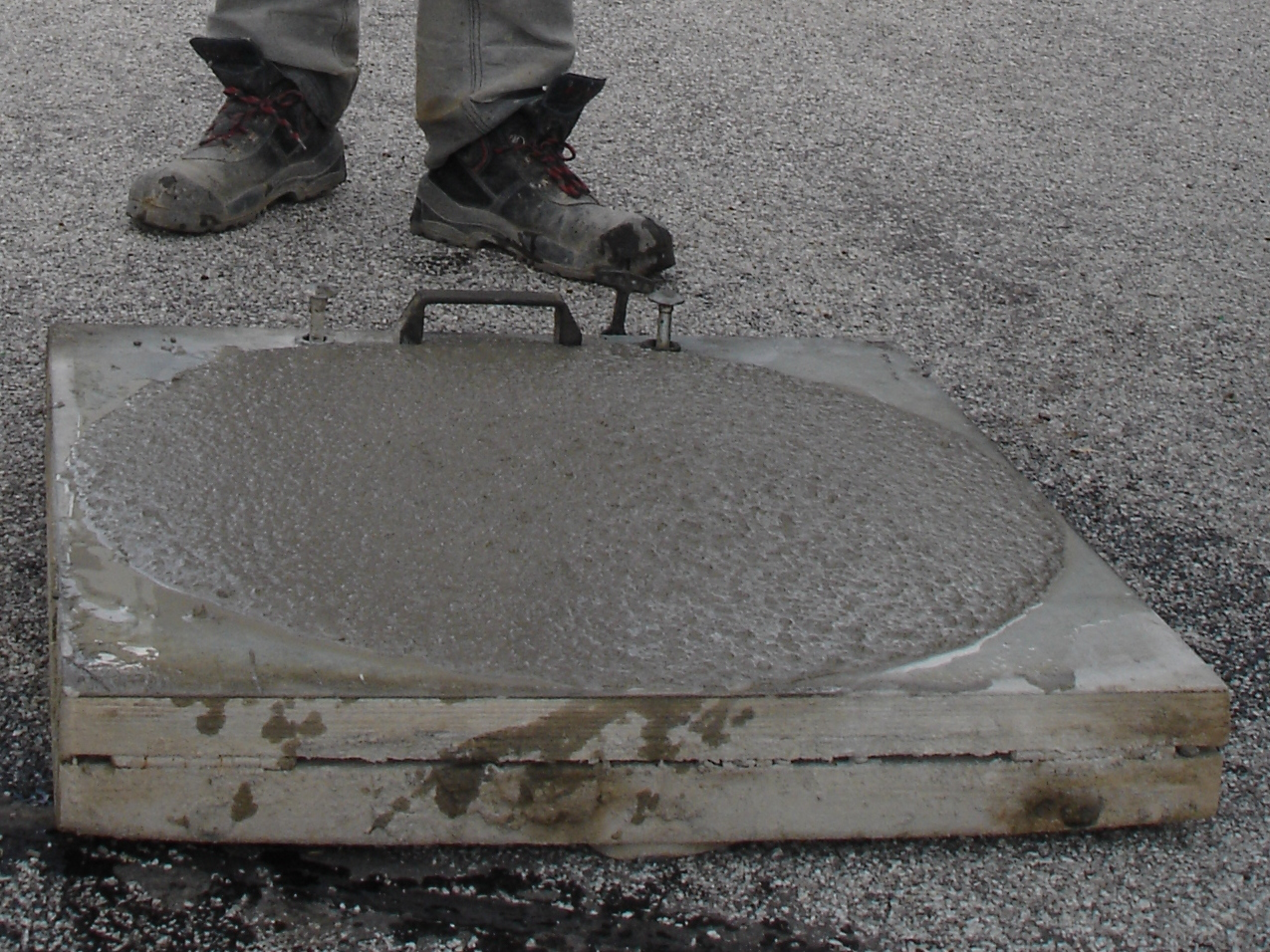
Fase di spandimento del calcestruzzo.

Si appoggia la tavola orizzontale, in modo stabile.
L'orizzontalità della piastra deve essere verificata mediante l'utilizzo di due livelle poste secondo due direzioni ortogonali.
Prima di iniziare la prova si devono inumidire la piastra della tavola, la superficie interna del cono di Abrams ed il pestello di legno.
Il calcestruzzo deve essere introdotto nello stampo collocato al centro della tavola e tenuto fermo gravando con i piedi le 2 staffe di base.
Utilizzando la sessola o la cazzuola, si riempie lo stampo in due strati circa uguali.
Alla fine di ciascuno strato il calcestruzzo viene assestato con 10 colpi di pestello.
Successivamente, il calcestruzzo viene livellato al margine superiore del cono utilizzando il regolo.
Prima di sformare il cono la superficie libera della tavola a scosse deve essere pulita.
Lo stampo viene sollevato lentamente in direzione verticale.
L'operazione di rimozione del cono deve essere compiuta in un tempo compreso fra 5 e 10 s con sollevamento regolare senza provocare movimenti laterali e di torsione al calcestruzzo.
La tavola viene sollevata fino alla battuta, senza urto violento, e poi lasciata cadere liberamente.
Questa operazione deve essere eseguita 15 volte in un tempo di circa 15 s.
Si misura infine lo spandimento sui 2 diametri (a1 e a2) ortogonali in corrispondenza della croce tracciata sulla tavola.
Il diametro dello spandimento F è dato dalla media tra a1 e a2 misurati in mm.

### Classi di consistenza
Le classi di consistenza mediante la misura dello spandimento sono:
- F1 - diametro spandimento: ≤ 340 mm
- F2 - diametro spandimento: da 350 a 410 mm
- F3 - diametro spandimento: da 420 a 480 mm
- F4 - diametro spandimento: da 490 a 550 mm
- F5 - diametro spandimento: da 560 a 620 mm
- F6 - diametro spandimento: ≥ 630 mm

## Test dello slumpflow

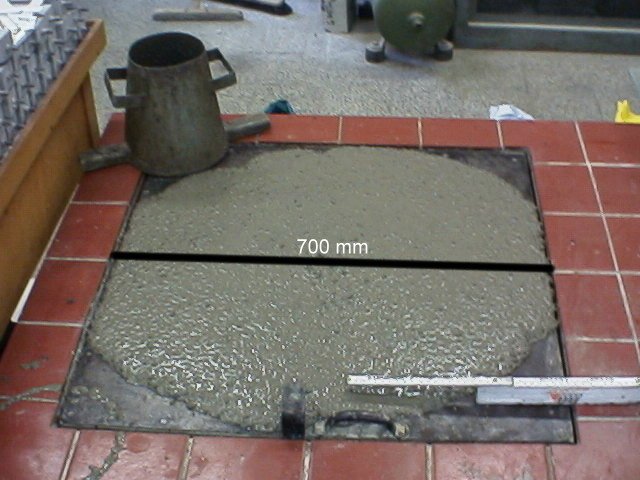
Slumpflow test

Lo slumpflow test è una prova che viene effettuata per calcolare la consistenza di un calcestruzzo autocompattante fresco mediante la misurazione del tempo di spandimento T50 e dello spandimento finale SF.

### Attrezzatura
Per l'esecuzione del test dello slumpflow è necessaria la seguente apparecchiatura:
- cono di Abrams;
- tavola di materiale rigido e non assorbente di dimensioni non minori a 700x700 mm (normalmente 800x800 mm). Il centro della piastra è contrassegnato da una croce parallela agli spigoli della tavola stessa e da un cerchio avente diametro di 500 mm per la misura del tempo T50
- cazzuola
- metro
- cronometro

### Esecuzione
Si appoggia la tavola orizzontale, in modo stabile.

L'orizzontalità della piastra deve essere verificata mediante l'utilizzo di due livelle poste secondo due direzioni ortogonali.

Prima di iniziare la prova si devono inumidire la piastra della tavola e la superficie interna del cono di Abrams.

Il calcestruzzo deve essere introdotto nello stampo collocato al centro della tavola e tenuto fermo gravando con i piedi le 2 staffe di base.

Utilizzando la sessola o la cazzuola, si riempie lo stampo senza costipare con il pestello il calcestruzzo.

Successivamente, il calcestruzzo viene livellato al margine superiore del cono utilizzando la cazzuola.

Prima di sformare il cono la superficie libera della tavola a scosse deve essere pulita dal calcestruzzo colato.

Lo stampo viene sollevato lentamente in direzione verticale lasciando fuoriuscire il calcestruzzo dal cono.

Contemporaneamente si fa partire il cronometro per registrare il tempo che il calcestruzzo impiega per arrivare al cerchio di diametro 500 mm segnato sulla piastra.

Il tempo misurato è il tempo di spandimento T50.

A fenomeno esaurito si misura lo spandimento (slump flow) sui 2 diametri (a1 e a2) ortogonali in corrispondenza della croce tracciata sulla tavola.

Il valore dello spandimento finale SF è dato dalla media tra a1 e a2 misurati in mm.

Per un calcestruzzo SCC è richiesto:
- SF ≥ 600 mm;
- T50 ≤ 12 s.

### Classi di spandimento
Le classi di spandimento mediante la misura dello slump flow sono:
- SF1 - diametro spandimento finale: da 550 a 650 mm
- SF2 - diametro spandimento finale : da 660 a 750 mm
- SF3 - diametro spandimento finale: da 760 a 850 mm

## Normativa
- UNI EN 12350-5:2009 - Prova sul calcestruzzo fresco - Parte 5: Prova di spandimento alla tavola a scosse
- UNI 11041 - Prova sul calcestruzzo autocompattante fresco - Determinazione dello spandimento e del tempo di spandimento